# Lucha Underground
Lucha Underground foi uma série de televisão de luta livre profissional produzida pela United Artists Media Group. Os episódios da série foram ar em inglês pela El Rey Network e em espanhol na UniMás, apresentando lutadores do circuito independente estadunidense e da Lucha Libre AAA Worldwide (AAA), uma das maiores promoções de luta livre do México.
A série foi desenvolvida por Mark Burnett e Robert Rodriguez e produzida pela United Artists, MGM Television e One Three Media. Ela estreou em 29 de outubro de 2014 e foi exibida até 7 de novembro de 2018, consistindo em quatro temporadas e um total de 127 episódios. Foi ambientada e filmada em Boyle Heights e no centro de Los Angeles, Califórnia, enquanto a série posteriormente formou parcerias criativas e de produção com outras promoções norte-americanas.
Lucha Underground recebeu críticas geralmente positivas durante sua exibição, com elogios pela ação, personagens e apresentação cinematográfica, com os críticos destacando seu estilo dentro do universo da série e a mudança em relação à forma tradicional de retratar a luta livre profissional como um esporte legítimo. A série teve uma audiência moderada nas duas primeiras temporadas, mas as temporadas três e quatro viram flutuações na audiência depois de ser disponibilizada na Netflix antes da estreia da quarta temporada. A série foi eventualmente cancelada devido a preocupações orçamentárias.

## História e transmissão
Em janeiro de 2014, foi anunciado que o produtor Mark Burnett da One Three Media havia feito parceria com o cineasta Robert Rodriguez da El Rey Network para lançar um programa de televisão semanal de uma hora nos Estados Unidos no segundo semestre do ano; o show iria ser filiado com a promoção mexicana Lucha Libre AAA Worldwide (AAA). Em julho de 2014, o show foi provisoriamente chamado de Lucha: Uprising. Em agosto de 2014, o programa foi renomeado para Lucha Underground e também foi anunciado que cinco lutadores da AAA atuariam no show, sendo eles, Blue Demon Jr., Sexy Star, Fenix, Drago e Pentagon Jr.. O show foi gravado frente a uma platéia ao vivo em Boyle Heights, Los Angeles, com a primeira gravação ocorrendo em 6 de setembro de 2014.
A série estreou em 29 de outubro de 2014 na El Rey Network sendo exibido às quartas-feiras às 20:00 (horário do leste) e em espanhol em 1 de novembro de 2014 na UniMás onde ele foi ao ar aos sábados às 16:00. A El Rey esteve disponível através de cabo e televisão por satélite nas empresas Comcast, Time Warner, Cox Communications, DirecTV, Bright House Networks, Dish Network e Suddenlink Communications. UniMás esteve disponível na DirecTV e Dish Network. Ao contrário outras promoções, as lutas normalmente eram mostradas em sua totalidade sem comerciais. Pacotes de vídeo destacando os lutadores ou histórias, foram ao ar ao longo de cada transmissão, bem como várias interações entre os próprios lutadores ou com o promotor Dario Cueto, que foi retratado como vilão.[carece de fontes?]
Em 7 de janeiro de 2015, Prince Puma foi coroado o primeiro campeão da Lucha Underground, quando ele ganhou uma luta Aztec Warfare. Em 22 de abril de 2015, Angélico, Ivelisse e Son of Havoc foram coroados os primeiros campeões de trios da Lucha Underground, quando eles venceram um torneio para coroar os primeiros campeões.[carece de fontes?] Em 25 de março de 2015, foi anunciado que a Lucha Underground realizaria seu primeiro grande evento no início de agosto 2015, intitulado Ultima Lucha. Em 24 de maio de 2015, a série foi representada na Copa do Mundo de Lucha Libre pelos lutadores Johnny Mundo, Angélico, El Patrón Alberto, El Mesías (Mil Muertes), Cage e o oficial sênior Marty Elias.[carece de fontes?]
Em 2020, a série foi efetivamente cancelada e a promoção dissolvida.

## Recepção
A Lucha Underground foi bem recebida pelos críticos e fãs. No IMDB, a primeira temporada recebeu avaliação média de 9 de um total de 10. John Moore, do ProWrestling.net, elogiou o show por "ele saber sua identidade, tecendo um universo incrível".

## Campeonatos
| Campeonato                           | Último(s) campeão(ões)                                | Reinado | Vitória             | Local                      | Notas |
| ------------------------------------ | ----------------------------------------------------- | ------- | ------------------- | -------------------------- | --- |
| Lucha Underground Championship       | Jake Strong                                           | 1       | 18 de março de 2018 | Boyle Heights, Los Angeles | Derrotou Pentagón Dark no Ultima Lucha Cuatro. |
| Gift of the Gods Championship        | Jake Strong                                           | 1       | 17 de março de 2018 | Los Angeles, Califórnia    | Derrotou King Cuerno, Big Bad Steve, Aero Star, Hernandez, PJ Black e A. R. Fox pelo título vago. Vago após Strong fazer o cash-in no Ultima Lucha Cuatro. |
| Lucha Underground Trios Championship | The Reptile Tribe (Daga, Kobra Moon e Jeremiah Snake) | 1       | 9 de março de 2019  | Boyle Heights, Los Angeles | Derrotaram The Mack, Killshot e Son of Havoc luta tornado de trios.                                                                                        |

### Outras conquistas
| Conquista                      | Último vencedor                                  | Data                    | Episódio                |
| ------------------------------ | ------------------------------------------------ | ----------------------- | ----------------------- |
| Aztec Warfare                  | Pentagón Dark                                    | 24 de fevereiro de 2018 | El Jefe                 |
| The Cueto Cup                  | Prince Puma                                      | 11 de junho de 2016     | The Cueto Cup           |
| Battle of the Bulls Tournament | The Mack                                         | 23 de abril de 2016     | The Battle Of The Bulls |
| Unique Opportunity Tournament  | Son of Havoc                                     | 30 de janeiro de 2016   | Ultima Lucha Dos        |
| Trios Tournament               | El Dragon Azteca Jr., Prince Puma e Rey Mysterio | 10 de janeiro de 2016   | Cage In A Cage          |